# Quitman County (Mississippi)
Das Quitman County ist ein County im US-Bundesstaat Mississippi. Der Verwaltungssitz (County Seat) ist Marks. Das U.S. Census Bureau hat bei der Volkszählung 2020 eine Einwohnerzahl von 6176 ermittelt.

## Geographie
Das County liegt im Nordwesten von Mississippi, ist im Westen etwa 35 km von Arkansas und dem Mississippi entfernt und hat eine Fläche von 1053 Quadratkilometern, wovon vier Quadratkilometer Wasserfläche sind. Es grenzt an folgende Countys:
|                | Tunica County       |               |
| Coahoma County |                     | Panola County |
|                | Tallahatchie County |               |

## Geschichte

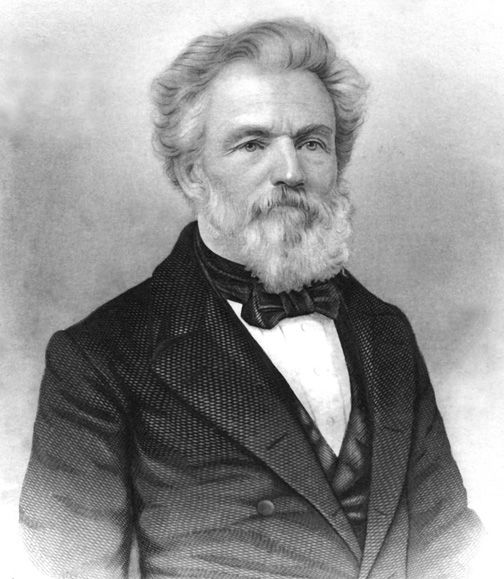
J. A. Quitman

Das Quitman County wurde 1877 aus Teilen des Coahoma County und des Panola County gebildet. Benannt wurde es nach John A. Quitman (1798–1858), einem Gouverneur von Mississippi (1835–1836, 1850–1851) und Abgeordneten des US-Repräsentantenhauses (1855–1858).

Vier Stätten im County sind im National Register of Historic Places eingetragen (Stand 3. Februar 2018).

## Demografische Daten
Nach der Volkszählung im Jahr 2000 lebten im Quitman County 10.117 Menschen in 3565 Haushalten und 2506 Familien. Die Bevölkerungsdichte betrug 10 Personen pro Quadratkilometer. Ethnisch betrachtet setzte sich die Bevölkerung zusammen aus 30,47 Prozent Weißen, 68,62 Prozent Afroamerikanern, 0,13 Prozent amerikanischen Ureinwohnern, 0,17 Prozent Asiaten, 0,01 Prozent Bewohnern aus dem pazifischen Inselraum und 0,08 Prozent aus anderen ethnischen Gruppen; 0,52 Prozent stammten von zwei oder mehr Ethnien ab. 0,54 Prozent der Bevölkerung waren spanischer oder lateinamerikanischer Abstammung, die verschiedenen der genannten Gruppen angehörten.
Von den 3565 Haushalten hatten 34,4 Prozent Kinder unter 18 Jahren, die mit ihnen lebten. 37,6 Prozent waren verheiratete, zusammenlebende Paare, 26,8 Prozent waren allein erziehende Mütter und 29,7 Prozent waren keine Familien. 26,9 Prozent aller Haushalte waren Singlehaushalte und in 12,3 Prozent lebten Menschen im Alter von 65 Jahren oder darüber. Die durchschnittliche Haushaltsgröße lag bei 2,80 und die durchschnittliche Familiengröße bei 3,42 Personen.
32,0 Prozent der Bevölkerung war unter 18 Jahre alt, 9,6 Prozent zwischen 18 und 24, 25,7 Prozent zwischen 25 und 44, 19,5 Prozent zwischen 45 und 64 Jahre alt und 13,2 Prozent waren 65 Jahre oder älter. Das Durchschnittsalter betrug 32 Jahre. Auf 100 weibliche kamen statistisch 86,5 männliche Personen und auf 100 Frauen im Alter von 18 Jahren oder darüber kamen 79,3 Männer.

Das durchschnittliche Einkommen eines Haushaltes betrug 20.636 USD, das einer Familie 25.394 USD. Männer hatten ein durchschnittliches Einkommen von 23.571 USD, Frauen 16.993 USD. Das Prokopfeinkommen lag bei 10.817 USD. Etwa 28,6 Prozent der Familien und 33,1 Prozent der Bevölkerung lebten unterhalb der Armutsgrenze.

## Städte und Gemeinden
Citys
- Marks

Towns
| - Crenshaw1 - Crowder1 - Falcon | - Lambert - Sledge |

Unincorporated Communitys
- Belen
- Darling
- Vance2

1 – teilweise im Panola County

2 – teilweise im Tallahatchie County